# Aishō
Aishō (jap. 愛荘町 Aishō-chō) – miasto w Japonii, na wyspie Honsiu, w prefekturze Shiga. Według danych na rok 2020 miejscowość zamieszkiwało 20 893 mieszkańców , a gęstość zaludnienia wyniosła 550,3 os./km².